# Nicu Grigoraș
Nicu Grigoraș (n. 12 septembrie 1948, Comuna Hudești, județul Botoșani – d. 7 aprilie 1999, Belgia) a fost printre cei mai buni piloți și preparatori de automobile de curse din România. S-a născut la 12 septembrie 1948, în Hudești, Botosani, decedat la 7 aprilie 1999. Absolvent în 1971 al Politehnicii din Iași. Din 1973 este angajat al IAP unde, înainte de a ajunge la compartimentul de competiții, și-a făcut ucenicia la bancul de probe. În curse a debutat în 1976. Primul titlu de campion l-a obținut în 1977 (viteză în coastă, pe Dacia 1300 de grupa 2). A fost maestru al sportului din 1981 și a fost declarat de cinci ori primul automobilist al anului. Sezonul de vârf al său este 1980 cînd și-a trecut în palmares cinci titluri individuale și două cu echipa. Este selecționat în echipa națională de viteză pe circut cu care participă la cursele din Cupa Păcii și Prieteniei. In 1986, în afară de cele două titluri obținute la circuit și coastă, Nicu Grigoraș a câștigat cursa internațională de la Reșița, fiind primul pilot român care realizează o astfel de performanță în Cupa Prietenia. A fost un foarte bun preparator de motoare și caroserii, mașina cu care a obținut majoritatea titlurilor, Dacia Sport Turbo, fiind o dovadă în acest sens. În august 1989, pleacă din țară și se stabilește în Belgia, dar nu și-a găsit locul pe care și-l dorea. Moare în 7 aprilie 1999 departe de țară, răpus de o boală necruțătoare.

## Palmares Internațional
Raliu:
-1985 locul XXXV cls general și locul VIII la clasă, R. ACROPOLE ediția a XXXII-a, Grecia, etapă în Campionatul Mondial de Raliuri, copilot Dacian BANCA
-1987 locul XXVIII cls general și locul V la clasă, R. ACROPOLE ediția a XXXIV-a, Grecia, etapă în Campionatul Mondial de Raliuri, copilot Dacian BANCA
-1988 locul VII cls general și locul III la clasă, în TURUL EUROPEI, ediția a XXXI-a, locul II pe națiuni, locul I pe mărci, copilot Dacian BANCA
Viteză pe circuit:
-1981 locul II cu echipa României la circuitul de la Kiev (URSS), etapă în Cupa PĂCII și PRIETENIEI, cu Ștefan IANCOVICI și Buerebista URSU
-1984 locul IV la individual și locul II cu echipa României la circuitul de la Reșița (ROMÂNIA), etapă în Cupa PĂCII și PRIETENIEI, cu Victor NICOARĂ
-1986 locul V la circuitul de la Schleiz (R. D. Germană), etapă în Cupa PĂCII și PRIETENIEI
-1988 locul III la individual și locul II cu echipa României la circuitul de la Reșița (ROMÂNIA), etapă în Cupa PĂCII și PRIETENIEI

## Palmares Național
- 1980 Campion Absolut, Dacia Pitești
- 1980 Campion Grupa 5, Dacia Pitești
- 1980 Campion Grupa 5 Națională, Dacia Pitești
- 1981 Campion Absolut, Dacia Pitești
- 1981 Campion Grupa 5, Dacia Pitești
- 1982 Campion Absolut, Dacia Pitești
- 1982 Campion Grupa C, Dacia Pitești
- 1983 Campion Grupa C, Dacia Pitești
- 1984 Campion Grupa C1, Dacia Pitești
- 1985 Campion Grupa C, Dacia Pitești
- 1986 Campion Grupa C, Dacia Pitești
- 1987 Campion Grupa C7, Dacia Pitești
- 1988 Campion Grupa C1, Dacia Pitești

### Viteză pe circuit
- 1979 Campion Clasa VI, Dacia Pitești
- 1980 Campion Grupa 5, Dacia Pitești
- 1980 Campion Grupa 5 Națională, Dacia Pitești
- 1981 Campion Grupa 5, Dacia Pitești
- 1982 Campion Grupa C, Dacia Pitești
- 1983 Campion Grupa C, Dacia Pitești
- 1984 Campion Grupa C, Dacia Pitești
- 1985 Campion Grupa C, Dacia Pitești
- 1986 Campion Grupa C, Dacia Pitești
- 1987 Campion Grupa C7, DaciaPitesti
- 1988 Campion Grupa C1, Dacia Pitești